# Halmar (Einheit)
Halmar war eine Masseneinheit (Gewichtsmaß) in Afghanistan.
- 1 Halmar = 100 Mähn = 448 Kilogramm
  - 1 Mähn = 4 Oka = 1000 Miskal = 4,48 Kilogramm